# 13, Rue del Percebe
13, Rue del Percebe est une série espagnole de bandes dessinées illustrée par Francisco Ibáñez, publiée entre 1961 et 1970. La première page est publiée dans le premier numéro de la deuxième période de la revue Tío Vivo (6 mars 1961) et acquiert rapidement une grande popularité grâce à sa structure nouvelle et inhabituelle. Dans les années 1980, en plein conflit avec Bruguera, Francisco Ibáñez, qui a perdu les droits de toutes ses séries, crée un spin-off du même acabit, 7, Rebolling Street.

## Principe narratif
Le 13, Rue del Percebe est un immeuble dessiné sur une pleine page, dont la façade invisible laisse voir les différents appartements et ce qui s'y passe à la façon de cases de bandes-dessinées, où différentes saynètes ont lieu simultanément. Le contour de l'immeuble, mais surtout l'arrangement des appartements-cases demeurent inchangés d'une histoire à l'autre. Ceux-ci sont toujours occupés par les mêmes personnages d'une fois sur l'autre. Les gags ayant lieu dans un appartement donné peuvent parfois influencer la situation dans un appartement voisin, ou bien être totalement dissociés. C'est aux lecteurs de comprendre comment relier les saynètes entre elles.
Avant 13, Rue del Percebe, d'autres bandes dessinées avaient déjà utilisé un ressort narratif consistant à développer une intrigue dans un bâtiment dont la façade est découpée de manière que l'on puisse voir l'intérieur. Ainsi, Joaquín Xaudaró publie au début du XXe siècle une page intitulée Una casa en Nochebuena. Will Eisner nous montre également ce qui se passe dans un bâtiment dans une page intitulée School for Girls dans sa série The Spirit. L'exemple le plus proche dans le temps et dans l'apparence est une page intitulée Un día en Villa Pulgarcito de Manuel Vázquez Gallego où les personnages de Pulgarcito apparaissent à différents étages d'un immeuble. C'est peut-être pour cette raison que l'on attribue parfois à Vázquez l'idée de la série. Mais tous ces exemples étaient des histoires uniques alors qu'Ibáñez a fait de l'immeuble du 13, Rue del Percebe une scène récurrente qui sert de cadre immuable à des situations et des gags sans cesse renouvelés.

## Édition

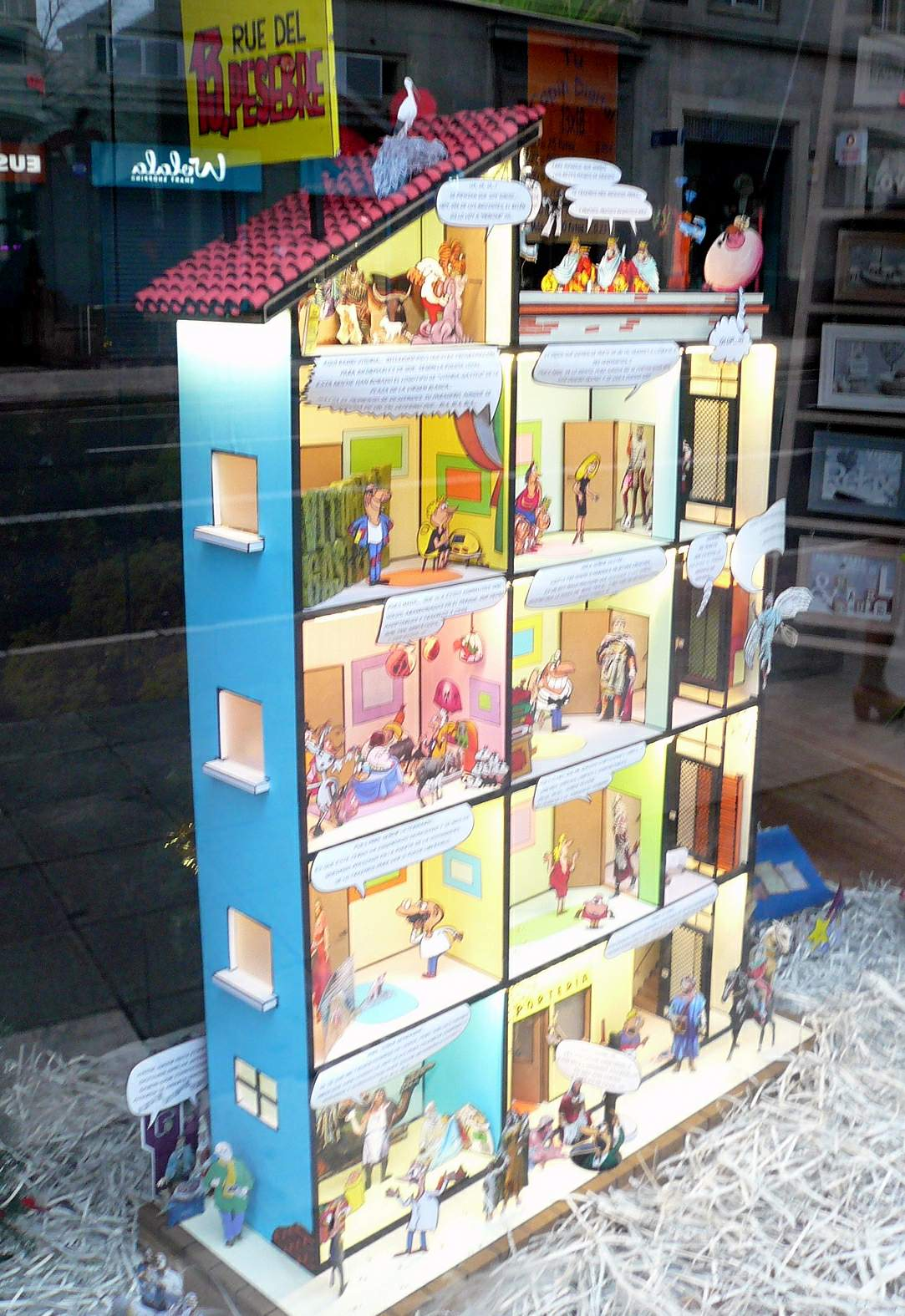
Maquette représentant l'immeuble du 13, Rue del Percebe.

La première bande dessinée est publiée le 6 mars 1961 dans la revue Tío Vivo. Ibáñez publie 314 pages de la série jusqu'en 1967, bien qu'il soit remplacé pendant un peu moins de deux mois par Joan Bernet Toledano, qui réalise sept pages en novembre et décembre 1967. En 1968, Francisco Ibáñez reprend les rênes de la bande dessinée, produisant 27 pages supplémentaires jusqu'à ce qu'il laisse à nouveau la série aux mains de Bernet Toledano, qui la poursuit avec 57 numéros supplémentaires jusqu'au 26 janvier 1970. Par la suite, la revue publie des bandes dessinées répétées, en changeant parfois les dessins d'une page à l'autre, jusqu'à la fermeture de Tío Vivo en 1981. Toutefois, une nouvelle page de Juan Martínez Osete apparaît encore dans l'Extra de Verano de 1970.
En mars 2016, Ediciones B publie une édition intégrale de 13, Rue del Percebe, qui compile toutes les histoires créées par Ibáñez dans une grande édition cartonnée dont, une semaine plus tard, la deuxième édition a été mise en vente. Cette édition est publiée à l'occasion du 80e anniversaire de l'auteur.

## Influence et postérité
13, Rue del Percebe est le nom d'une rue de la municipalité de Rivas-Vaciamadrid.
Il semblerait aussi que les séries populaires Aquí no hay quien viva et La que se avecina se soient inspirés de 13 rue del Percebe pour créer le 21 rue Desengaño dans la première série, et le 7 rue Ave del paraíso (à Mirador de Montepinar) dans la seconde, bien que l'auteur de la bande dessinée et les responsables des deux séries l'aient parfois démenti,.

## 7, Rebolling Street
7, Rebolling Street est un spin-off de 13, Rue del Percebe créé par Francisco Ibáñez lorsqu'il a commencé à travailler pour Editorial Grijalb.
Là-aussi, l'histoire est celle d'un immeuble où chaque case est l'intérieur d'un appartement. On y retrouve des éléments typiques du 13, Rue del Percebe, comme la souris qui maltraite le chat, le concierge, etc. Ibáñez lui-même l'a définie comme « un 13, Rue del Percebe mais corrigé et augmenté ».[][]
L'ensemble du bâtiment occupe deux pages au lieu d'une, et sa disposition est plus horizontale que verticale. Il y a 10 appartements, un concierge, un bar, un toit-terrasse, une agence bancaire et un atelier de réparation. On trouve quatre appartements par étage, Il y a trois étages, plus le toit. La répartition des voisins est ici aussi immuable, et chaque élément de la scène ou du décor peut jouer un rôle selon l'histoire.
La série est publiée dans les 175 numéros du magazine Guai!, à l'exception des nos 63, 71, 73, 75 et 77, soit un total de 170 numéros. En outre, cinq autres numéros sont publiés dans le magazine Yo y Yo en 1990, dans les nos 5, 6, 7, 8 et 9. La série comprend donc 175 numéros. La série est ensuite compilée dans les nos 5, 11, 17 et 22 de Tope Guai!, qui sont compilés dans le no 48 de Súper Humor d'Ediciones B, qui contient jusqu'au no 97, ce qui permet de compiler les numéros inédits dans un autre volume. En 1994, il est partiellement réimprimé dans le supplément Mini Mundo.